# Natasha Aguilar
Pour les articles homonymes, voir Aguilar.
Natasha Aguilar Komisarova, née le 2 juin 1970 au Costa Rica et morte à San José le 1er janvier 2016, est une nageuse costaricienne de crawl.
Membre de l'équipe nationale féminine aux Jeux panaméricains de 1987, elle y obtient une médaille d'argent (4 × 200 m) et une de bronze (4 × 100 m).
En 1988, elle fait partie de l'équipe costaricienne aux Jeux olympiques d'été de Séoul.
Elle meurt des suites d'une chute dans un escalier.